# Харчові дріжджі

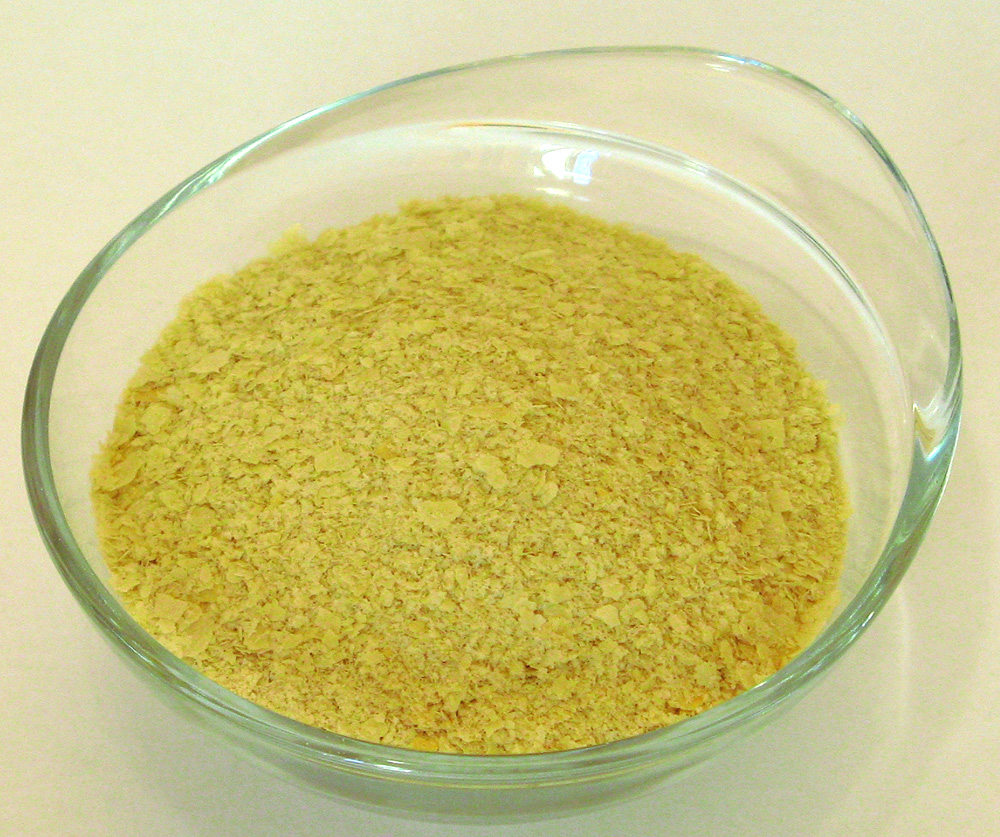
Харчові дріжджі у вигляді пластівців

Харчові́ дрі́жджі (або дієтичні дріжджі, англ. nutritional yeast; не плутати із звичайними дріжджами, що використовуються у випічці) — дезактивовані (убиті тепловою обробкою), але не зруйновані дріжджі, з високим вмістом білка і вітамінів (особливо групи B). Деякі з них збагачені вітаміном B12 бактеріального походження.
Харчові дріжджі продаються у вигляді пластівців або порошку в магазинах здорового харчування у Європі та Північній Америці, і особливо популярні у веганів, оскільки можуть використовуватися як замінник сиру в веганскій і вегетаріанській кухні. Для додання стравам «сирного» смаку або густої консистенції, їх додають у веганські версії піци і омлетів, супи, соуси і запіканки, посипають ними замість пармезану спагеті. У США в деяких кінотеатрах харчові дріжджі додають до попкорну. Також використовуються як основа для промислового виготовлення вегетаріанських паштетів.
Харчові дріжджі є популярним джерелом поживних речовин для тих, хто дотримується рослинного харчування. Вони містять високі концентрації білка, клітковини, а також широкий спектр мікроелементів і антиоксидантів, включаючи селен і цинк. Ці дріжджі мають низький вміст жирів і не містять цукру, що робить їх придатними для здорового харчування.
Особливістю харчових дріжджів є їхній насичений «умамі» смак, який додає глибини стравам без необхідності додавання м'ясних або молочних продуктів. Завдяки цьому вони є універсальною добавкою, яка використовується для посилення смаку супів, салатів, пасти та різних соусів. Цей «сирний» або «горіховий» відтінок смаку дозволяє використовувати дріжджі як альтернативу традиційним приправам у веганській кухні.
Харчові дріжджі також підтримують здоров'я кишківника, оскільки містять бета-глюкани, які сприяють зміцненню імунної системи. Завдяки своєму поживному складу, вони іноді використовуються як додаток до їжі в дієтах, спрямованих на поліпшення загального стану здоров'я, особливо в програмах для спортсменів і людей з активним способом життя.